# Wuzurk framatar
Wuzurk framatar - Wielki Minister, w średniowiecznej Persji zwierzchnik administracji cywilnej. Zastąpił framatara, tj. pierwszego ministra.